# Lekvall
Lekvall is een plaats in de gemeente Lilla Edet in het landschap Västergötland en de provincie Västra Götalands län in Zweden. De plaats heeft 93 inwoners (2005) en een oppervlakte van 27 hectare.